# Toki
Toki (en rus: Токи) és un poble (un possiólok) del krai de Khabàrovsk, a Rússia, el 2009 tenia 2.680 habitants. Pertany al districte rural de Vàninski.